# صموئيل سميث (سياسي أسترالي)
صموئيل سميث (بالإنجليزية: Samuel Smith)‏ هو سياسي أسترالي، ولد في 17 فبراير 1857، وتوفي في 22 يناير 1916. حزبياً، نشط في حزب العمال الأسترالي. وقد انتخب عضو الجمعية التشريعية نيو ساوث ويلز.